# Jean Sasseville
Jean Sasseville, né le 1er juillet 1968 à Roberval au Lac Saint-Jean, est un homme d'affaires et animateur populaire à la radio québécoise.

## Biographie
En 1987, Jean Sasseville commence sa carrière comme journaliste et animateur à CHRL 910 à Roberval. Durant cette même année, il se fit élire au comité de direction de CHOC-FM, la radio communautaire de Jonquière. 
Il rejoint peu après l’équipe de CHIK 98,9 à Québec, une radio de style Top40 basée sur le succès de CKMF 94,3 à Montréal. Son parcours au sein de cette entreprise, plus tard reconnue sous le nom de réseau radio Énergie d’Astral Media, dure 19 ans.  
Durant cette période, il anime depuis Montréal une multitude d'émission dont les très populaires Décompte NRJ et Les Grandes Gueules. 
En 2007, il se joint à l’équipe de Rythme FM 91,9 à Québec à titre de morning man.  
En 2009, il est recruté par CFEL-FM 102,1, propriété de Corus Québec, sur la Rive-Sud de Québec. Peu de temps après, Corus crée une troisième radio CKOI après Montréal et Sherbrooke. Le succès fut instantané. En effet, CKOI 102,1 à Québec atteint la deuxième position du classement des radios les plus populaires en moins d’un an, selon la firme BBM.
Après avoir été morning man de CKOI 102,1 il se joint au 102,9 Québec CFOM-FM ou il anime le "4 à 8", l'émission radio la plus écoutée à Québec et les week-ends. 
Ses départs d'NRJ, de CKOI Québec et du 102,9 causeront des baisses importantes de cotes d'écoute.
En 2012 et 2013, il se spécialise dans la radio parlée en animant (en remplacement) toutes les émissions de la grille du FM 93 et le retour à la maison du 106,9 Mauricie.  
2013 et 2015 Morning man à la radio parlée de Cogeco FM 106,9 à Trois Rivières.  
2016 et 2019 Animation musicale RNC, WOW 97,1 Ottawa/Gatineau et POP 100,9 Québec.

## SassMedia
En 2006, Jean Sasseville fonde sa propre entreprise multimédia, SassMédia, spécialisée en services de consultation et d’animation pour divers groupes de radio. SassMédia offre également plusieurs services Internet et opère le site musical JukeBoxOnline.com/JukeBoxEnligne.com . En 2014, le site JukeBoxEnligne.com/JukeBoxOnline.com devient l'un des plus importants diffuseurs de musique en ligne et d'ambiance musicale commerciale au Canada.
En juin 2016, l'innovation de JukeBoxenligne.com est récompensée par une subvention de 244 000$, sur un projet de 366 000$, venant du programme Vitrine technologique du service de développement économique de la ville de Québec.
En mars 2017 la version 3.0 de JukeBoxEnligne.com propose le premier service multimédia en streaming entièrement destiné aux utilisateurs commerciaux (bars, restaurants, chaines d'alimentation, etc.) qui inclut plus de 500 radios, 50 chaines vidéos et un service promo d'affichage dynamique.

## Blogue
Jean Sasseville est l’un des premiers animateurs de radio au Québec à avoir tenu un blogue personnel : LeBlogue.ca. Il publiait régulièrement sa programmation musicale, ses photos, de même que ses états d’âme et des textes à saveur humoristique ou politique. On peut maintenant le suivre via sa page Facebook.

## Implication sociale
Jean Sasseville à siègé sur le comité de direction de la Société de leucémie et lymphome du Canada et participe à la préparation de la marche Illumine la nuit à Québec. De plus, il a été l'un des visages vedettes de Sage Québec mentorat d'affaires.

## Sports et arts martiaux
Jean Sasseville détient des ceintures noires en Jiujitsu et en Taekwondo de l’école Jukitae de Montréal ainsi qu’une ceinture marron en Judo.  Il s’entraine au Dojo Beauport à Québec.[réf. souhaitée]